# Црна Гора на Светском првенству у атлетици на отвореном 2019.
Црна Гора је на 17. Светском првенству у атлетици на отвореном 2019. одржаном у Дохи од 27. септембра до 6. октобра учествовала седми пут као самостална земља, са 2 такмичара (1 мушкарац и 1 жена) који су се такмичили у 2 дисциплине (1 мушка и 1 женска).,.
На овом првенству такмичари Црне Горе нису освојила ниједну медаљу, нити остварили неки резултат.

## Учесници
| Мушкарци: - Далијел Фуртула — Бацање диска | Жене: - Марија Вуковић — Скок увис |

## Резултати

### Мушкарци
| Атлетичар       | Дисциплина | Лични рекорд | Квалификације | Квалификације | Финале               | Финале  | Детаљи |
| Атлетичар       | Дисциплина | Лични рекорд | Резултат      | Место         | Резултат             | Место   | Детаљи |
| --------------- | ---------- | ------------ | ------------- | ------------- | -------------------- | ------- | ------ |
| Далијел Фуртула | Скок диска | 64,60 НР     | 62,12         | 10. у гр. А   | Није се квалификовао | 18 / 32 |        |

### Жене
| Атлетичарка    | Дисциплина | Лични рекорд | Квалификације | Квалификације | Финале                | Финале  | Детаљи |
| Атлетичарка    | Дисциплина | Лични рекорд | Резултат      | Место         | Резултат              | Место   | Детаљи |
| -------------- | ---------- | ------------ | ------------- | ------------- | --------------------- | ------- | ------ |
| Марија Вуковић | Скок увис  | 1,95 НР      | 1,85          | 11. у гр. А   | Није се квалификовала | 18 / 30 |        |